# Philip Anthony Egan
Philip Anthony Egan (Altrincham, 14 novembre 1955) è un vescovo cattolico britannico, dall'11 luglio 2012 vescovo di Portsmouth.

## Biografia
Philip Anthony Egan è nato il 14 novembre 1955 a Altrincham, una località di Trafford, sobborgo di Manchester.
Ha studiato presso il St Ambrose College, una grammar school maschile cattolica ad Altrincham, dopodiché ha studiato presso il King's College London e ha completato la sua formazione prima presso il seminario Allen Hall e successivamente presso il Venerabile Collegio Inglese a Roma. Ha conseguito infine la licenza presso la Pontificia Università Gregoriana. Tornato in Inghilterra, ha conseguito il dottorato in teologia presso l'Università di Birmingham.

### Ministero sacerdotale
È stato ordinato presbitero il 4 agosto 1984 dal vescovo Joseph Malacky Gray, incardinandosi nella diocesi di Shrewsbury.
Dopo l'ordinazione sacerdotale, è stato nominato vicario parrocchiale per la parrocchia St Anthony's a Woodhouse Park, sempre a Manchester, dal 1984 al 1988, mentre dal 1988 al 1991 ha prestato servizio come assistente cappellano presso la Fisher House dell'Università di Cambridge. Dal 1991 al 1994 ha prestato servizio come vicario parrocchiale e cappellano presso l'Arrowe Park Hospital a Birkenhead. Ha poi svolto un biennio di studio, dal 1994 al 1995, presso il Boston College negli Stati Uniti e, al ritorno in patria, è stato nominato professore di teologia e preside del seminario Oscott College a Birmingham fino al 2007. Dopo un ulteriore biennio trascorso a Boston, dal 2007 al 2008, per studiare filosofia, nel 2008 è stato nominato parroco della parrocchia Our Lady and St Christopher's a Stockport. Nel 2010 è stato nominato vicario generale della diocesi di Shrewsbury.

### Ministero episcopale
L'11 luglio 2012 papa Benedetto XVI lo ha nominato vescovo di Portsmouth. Ha ricevuto l'ordinazione episcopale il 24 settembre successivo per imposizione delle mani del vescovo Crispian Hollis.
In seno alla Conferenza episcopale di Inghilterra e Galles è membro del comitato per l'evangelizzazione e la catechesi.
Nel corso del suo ministero, ha espresso posizioni coerenti con la dottrina della Chiesa, su questioni come diritti LGBT e aborto. Una sua intervista rilasciata nel 2014 ha suscitato polemiche quando ha dichiarato che ai parlamentari che hanno votato per l'approvazione del matrimonio omosessuale dovrebbe essere proibito di ricevere la comunione.

## Genealogia episcopale
La genealogia episcopale è:
- Cardinale Scipione Rebiba
- Cardinale Giulio Antonio Santori
- Cardinale Girolamo Bernerio, O.P.
- Arcivescovo Galeazzo Sanvitale
- Cardinale Ludovico Ludovisi
- Cardinale Luigi Caetani
- Cardinale Ulderico Carpegna
- Cardinale Paluzzo Paluzzi Altieri degli Albertoni
- Papa Benedetto XIII
- Papa Benedetto XIV
- Papa Clemente XIII
- Cardinale Marcantonio Colonna
- Cardinale Giacinto Sigismondo Gerdil, B.
- Cardinale Giulio Maria della Somaglia
- Cardinale Carlo Odescalchi, S.I.
- Cardinale Costantino Patrizi Naro
- Cardinale Serafino Vannutelli
- Cardinale Domenico Serafini, Cong. Subl. O.S.B.
- Cardinale Pietro Fumasoni Biondi
- Arcivescovo Filippo Bernardini
- Vescovo Franziskus von Streng
- Arcivescovo Bruno Bernard Heim
- Arcivescovo Maurice Noël Léon Couve de Murville
- Vescovo Crispian Hollis
- Vescovo Philip Anthony Egan